# 릴리 톰린
릴리 톰린(Lily Tomlin, 1938년 9월 1일 ~ )은 미국의 배우, 희극인이다.

## 출연 작품

### 영화
- 내쉬빌 (1975)
- 나인 투 파이브 (1980)
- 두 영혼의 남자 (1984)
- 인생의 반전 (1988)
- 그림자와 안개 (1992)
- 플레이어 (1992)
- 비버리 힐빌리즈 (1993)
- 숏 컷 (1993)
- 스모크 2 - 블루 인 더 페이스 (1995)
- 셀룰로이드 클로지트 (1995) - 다큐멘터리
- 못말리는 서스펙트 (1996)
- 디제스터 (1996)
- 무솔리니와 차 한 잔 (1999)
- 키드 (2000)
- 오렌지 카운티 (2002)
- 아이 하트 헉커비스 (2004)
- 프레리 홈 컴패니언 (2006)
- 앤트 불리 (2006) - 목소리
- 워커 (2007)
- 핑크 팬더 2 (2009)
- 벼랑 위의 포뇨 (2009) - 영어 더빙
- 어드미션 (2013)
- 그랜마 (2015)
- 스파이더맨: 뉴 유니버스 (2018) - 메이 숙모 역 (목소리)
- 에이티 포 브래디 (2023)

### 텔레비전
- The Carol Burnett Show (1973) - 본인
- 새터데이 나이트 라이브 (1976-77)
- 세서미 스트리트 (1979)
- 프레이저 (1994)
- 머피 브라운 (1996-98)
- 엑스파일 (1998)
- 웨스트 윙 (2002-06)
- 심슨 가족 (2005)
- 윌 앤 그레이스 (2005-06)
- 위기의 주부들 (2008-09)
- 대미지 (2010)
- NCIS (2011)
- 이스트바운드 & 다운 (2012)
- 그레이스 앤 프랭키 (2015-22)
- 엘런 디제너러스 쇼 (2020)